# Bayerische G 5/5
Die fünffach gekuppelten Güterzuglokomotiven der Gattung Bayerische G 5/5 wurden von der Königlich Bayerischen Staatsbahn für die aufgrund langer Rampenabschnitte schwierigen Strecken in Nordbayern beschafft. Auf diesen waren die zuvor eingesetzten Vierkuppler der Baureihen E I und G 4/5 N aufgrund des in den Jahren vor dem Ersten Weltkrieg stark gestiegenen Verkehrsaufkommens vermehrt überfordert.
Die ersten 15 Exemplare wurden im Jahre 1911 durch die Lokomotivfabrik Maffei in München gebaut, und der neue Typ wurde auf der Internationalen Industrie- und Gewerbe-Ausstellung in Turin vorgestellt.
Die G 5/5 waren die ersten bayerischen Heißdampf-Güterzuglokomotiven mit Vierzylinder-Verbundtriebwerk. Sie bewährten sich im Betrieb und erzielten sehr günstige Verbrauchswerte. Daher wurden von 1920 und 1924 weitere 80 Maschinen mit erhöhter Leistung beschafft.
Die Maschine war der stärkste Fünfkuppler aller deutschen Länderbahnen und vermochte auf einer Steigung von fünf Promille 1.210 t mit einer Geschwindigkeit von 40 km/h zu ziehen. Damit war sie leistungsfähiger sowohl als die preußische G 10 und G 12 als auch die späteren Baureihen 50 und 52. In der Ebene konnte sie 1340 t schwere Züge mit 60 km/h befördern und auf einer Steigung von 20 Promille noch 470 t mit 25 km/h.
Von der ersten Bauserie wurden die sieben nach Krieg und Reparations-Abgaben an die Entente in Bayern verbliebenen Loks durch die Deutsche Reichsbahn übernommen. Bei dieser erhielten diese später die Betriebsnummern 57 501–507; die 80 Loks der zweiten Bauserie von 1920 bis 1924, welche ebenfalls bei der Gruppenverwaltung Bayern der Deutschen Reichsbahn eingestellt waren, bekamen die Betriebsnummern 57 511–590 zugeteilt.
Als Folge der Weltwirtschaftskrise kam es ab 1930 zunehmend zur Ausmusterung von Güterzuglokomotiven der ehemaligen Länderbahnen, auch wenn diese das Ausmusterungsalter noch gar nicht erreicht hatten. Neben älteren preußischen Baureihen wie den G 4 und G 5 fielen in großer Zahl auch deutlich jüngere Lokomotiven süddeutscher Herkunft den Ausmusterungen zum Opfer. Gerade der Bauartdezernent Wagner bevorzugte anstelle von Vierzylinderverbundlokomotiven Maschinen einfacherer Bauart, welche einen geringeren Wartungsaufwand und geringere Anforderungen an die Ersatzteilbevorratung hatten. Neben der G 5/5 betraf die Ausmusterungswelle auch die bayerische G 4/5 H (Baureihe 568-11) sowie badische (zum Beispiel VII e), württembergische (zum Beispiel H und Hh) und sächsische (zum Beispiel die Baureihen XI V, XI H und XI HV) Maschinen. Weitere Gründe für die Ausmusterungen waren ferner die zunehmende Elektrifizierung süddeutscher Strecken und die teilweise kleine Gesamtanzahl der Maschinen der jeweiligen Baureihen.  Eine Verlegung der komplexen und anspruchsvollen süddeutschen Maschinen nach Norden kam trotz ihres geringen Alters offenbar nicht in Frage. Außerdem waren genügend Neubaulokomotiven und relativ neue preußische Lokomotiven vorhanden.
Gegen Ende des Zweiten Weltkrieges waren noch 20 Fahrzeuge verblieben. Die meisten wurden mit Kriegsschäden bis 1947 ausgemustert, einige Exemplare überlebten bei der Deutschen Bundesbahn als Splittergattung bis 1950, nach anderen Angaben wurde die letzte Maschine 1953 ausgemustert.